# Nikołaj Rumiancew
Nikołaj Piotrowicz Rumiancew (Николай Петрович Румянцев; ur. 3 kwietnia?/14 kwietnia 1754, zm. 3 stycznia?/15 stycznia 1826) – hrabia, mąż stanu Imperium Rosyjskiego, mecenas, kolekcjoner. Syn wojskowego rosyjskiego Piotra Rumiancewa.

## Życiorys
W latach 1776–1795 na służbie na dworze cara i w pracy dyplomatycznej. Od 1801 członek Rady Państwa, senator. W latach 1807–1814 minister Spraw Zagranicznych. W latach 1810–1812 (inne źródła 1809–10) przewodniczący Rady Państwowej. Do rozpoczęcia I wojny ojczyźnianej był stronnikiem zbliżenia z Francją. Od 1814 w stanie spoczynku.
Rumiancew zebrał wielką bibliotekę, kolekcje rękopisów, materiałów etnograficznych i numizmatycznych, które później posłużyły za bazę powstania Muzeum im. Rumiancewa. Zbiory książek posłużyły do powstania późniejszej Biblioteki Centralnej im. W. Lenina. Rumiancew subsydiował działalność kół historyków i archeologów. Uczestniczył aktywnie w zebraniu dokumentów i materiałów związanych z historią Rosji, jej polityką wewnętrzną i zagraniczną (m.in. z archiwów Niemiec, Francji, Włoch i Szwecji). Za jego środki wydano „Starodawne wiersze rosyjskie, zebrane przez Kirszeja Daniłowa” – 2 wydanie w 1818, „Pamiętniki rosyjskiej piśmiennictwa XII wieku” w 1821, „Białoruskie archiwum starodawnego piśmiennictwa” w 1824.
Rumiancew był honorowym członkiem szeregu Akademii i kół naukowych. Imieniem Rumiancewa zostały nazwane motyl Papilio rumanzovia i palma Syagrus romanzoffiana, które odkryto podczas ekspedycji zorganizowanej przez znanego rosyjskiego podróżnika Ottona Kotzebuego.